# Конвой H-4
Конвой H-4 — японський конвой часів Другої світової війни, проведення якого відбувалось у листопаді 1943-го.
H-4 належав до серії конвоїв, які в 1943―1944 роках ходили між важливим транспортним хабом у Манілі та островом Хальмахера зі складу Молуккського архіпелагу (північний схід Нідерландської Ост-Індії), який, зокрема, відігравав важливу роль у постачанні японських сил на заході Нової Гвінеї.
До складу конвою увійшли транспорти «Сінва-Мару» (Shinwa Maru), «Наріта-Мару», «Тацуджу-Мару» (Tatsuju Maru), «Коген-Мару», «Кійо-Мару» (Kiyo Maru) та «Одацукі-Мару», тоді як охорону забезпечував патрульний корабель PB-105.
10 листопада 1943-го загін вийшов з Маніли. Хоча його маршрут пролягав через кілька районів, де традиційно патрулювали ворожі підводні човни, цього разу операція пройшла без інцидентів і 15 листопада японський загін досягнув затоки Кау на острові Хальмахера.